# Lorysa zielonogłowa
Lorysa zielonogłowa (Trichoglossus chlorolepidotus) – gatunek średniej wielkości ptaka z rodziny papug wschodnich (Psittaculidae), zamieszkujący wschodnią Australię. Nie jest zagrożony wyginięciem.

## Taksonomia
Gatunek ten po raz pierwszy został opisany naukowo przez niemieckiego przyrodnika Heinricha Kuhla w 1820 r. Autor nadał mu nazwę Psittacus chlorolepidotus. Międzynarodowy Komitet Ornitologiczny (IOC) umieszcza lorysę zielonogłową w rodzaju Trichoglossus. Nie wyróżnia się podgatunków.

## Zasięg występowania
Lorysy zielonogłowe zamieszkują północno-wschodnią i wschodnią Australię od miejscowości Cooktown (północny Queensland) na południe po region Illawarra (wschodnia Nowa Południowa Walia). Gatunek został introdukowany w Melbourne.

## Morfologia
Ptaki te mierzą około 23 cm długości oraz ważą 75–95 g. Brak wyraźnego dymorfizmu płciowego. W ubarwieniu przeważa zielony. Szyja, płaszcz, pierś i boki ciała są przepasane na żółto. Pokrywy podskrzydłowe są pomarańczowoczerwone. Dziób jest czerwony. Oczy są pomarańczowożółte, a wokół nich ciemnoszary pierścień. Nogi są szarobrązowe. Młode osobniki wyglądają podobnie do dorosłych, lecz z mniejszą ilością żółtego i krótszym ogonem, a dziób mają bardziej brązowy.
W niewoli odhodowano mutacje barwne.

## Ekologia i zachowanie
Lorysy zielonogłowe zamieszkują tereny do 600 m n.p.m. Zasiedlają przybrzeżne lasy (w tym eukaliptusowe), a także sady, parki i ogrody. Przemieszczają się w dużych i głośnych stadach. Często towarzyszą lorysom niebieskobrzuchym (Trichoglossus moluccanus). Zdarzają się przypadki krzyżowania się tych dwóch gatunków. Ptaki te przemieszczają się szybkim lotem po prostej drodze. Żywią się głównie nektarem i pyłkiem kwiatów. Często żerują między innymi na banksjach (Banksia), kuflikach (Callistemon), melaleukach (Melaleuca), Tristania i eukaliptusach (Eucalyptus). W skład ich diety wchodzą również kwiaty, owoce, nasiona, owady i ich larwy. Pojawiają się też na uprawach sorga i kukurydzy, powodując szkody, dlatego uznawane są za szkodniki.

### Lęgi
Lęgi lorys zostały odnotowane przez większą część roku z wyjątkiem marca i kwietnia. Gniazdują wysoko w dziuplach drzew. Samica składa tam zazwyczaj dwa białe jaja (rzadziej trzy) i wysiaduje je przez około 25 dni (inne źródło: 22 dni). Samce spędzają czas w gnieździe, ale nie uczestniczą w wysiadywaniu jaj. Oboje rodzice karmią młode, które opuszczają dziuplę w wieku 6–8 tygodni.

## Status i zagrożenia
Międzynarodowa Unia Ochrony Przyrody (IUCN) nieprzerwanie od 1988 r. uznaje lorysę zielonogłową za gatunek najmniejszej troski (LC – Least Concern). Organizacja BirdLife International uznaje trend liczebności populacji za stabilny ze względu na brak istotnych zagrożeń. Gatunek jest wymieniony w II załączniku CITES.